# Руби (Јужна Каролина)
Руби (енгл. Ruby) град је у америчкој савезној држави Јужна Каролина.

## Демографија
По попису из 2010. године број становника је 360, што је 12 (3,4%) становника више него 2000. године.
| Група             | 2000.       | 2010.       |
| Белци             | 294 (84,5%) | 325 (90,3%) |
| Афроамериканци    | 48 (13,8%)  | 28 (7,8%)   |
| Азијати           | 0 (0,0%)    | 0 (0,0%)    |
| Хиспаноамериканци | 2 (0,6%)    | 3 (0,8%)    |
| Укупно            | 348         | 360         |